# عزلة الظهرة (ذمار)

تعديل مصدري - تعديل

عزلة الظهرة هي إحدى عزل مديرية وصاب السافل في محافظة ذمار اليمنية ويبلغ تعداد سكانها 2029 نسمة حسب التعداد السكاني في اليمن لعام 2004.